# Glinena vojska
Glinena vojska je zbirka skulptur iz terakote, ki prikazujejo vojsko prvega kitajskega cesarja Čin Ši Huangdija. Je oblika pogrebne umetnosti, pokopane s cesarjem v letih 210–209 pred našim štetjem, da bi zaščitila cesarja v njegovem posmrtnem življenju.
Figure iz konca 3. stoletja pred našim štetjem so leta 1974 odkrili lokalni kmetje v okrožju Lintong, predmestju Šjana v provinci Šaanši, Ljudska republika Kitajska. Figure se razlikujejo po višini glede na njihove vloge, najvišji so generali. Figure vključujejo bojevnike, vozove in konje. Po ocenah iz leta 2007 je bilo v treh jamah, ki so vsebovale glineno vojsko, več kot 8000 vojakov, 130 vozov s 520 konji in 150 bojnih konj, večina jih je še zdaj v jamah blizu mavzoleja. V drugih jamah so našli druge glinene nevojaške osebnosti, vključno z uradniki, akrobati, silaki in glasbeniki.

## Zgodovina
Gradnjo grobnice je zgodovinar Sima Čjan (145–90 pr. n. št.) opisal v Zapisih velikega zgodovinarja, prvi izmed 24 kitajskih dinastičnih zgodovin, ki je bila napisana stoletje po zaključku gradnje mavzoleja. Dela na mavzoleju so se začela leta 246 pr. n. št. kmalu po tem, ko je na prestol stopil cesar Čin (takrat star 13 let), projekt pa je na koncu vključeval 700.000 delavcev. Geograf Li Daoyuan, ki je pisal šest stoletij po smrti prvega cesarja, je v Šhui Jing Džu zapisal, da je gora Li zaradi svoje ugodne geologije priljubljena lokacija, »znana po rudnikih žada, severna stran bogata z zlatom, južna stran bogata s čudovitim žadom; prvi cesar, ki mu je laskal lep ugled, se je zato odločil, da ga bodo tam pokopali«. Sima Čjan je zapisal, da je bil prvi cesar pokopan s palačami, stolpi, uradniki, dragocenimi in čudovitimi predmeti. Po tem poročilu je bilo s pomočjo živega srebra simulirano 100 tekočih rek, nad njimi pa je bil strop okrašen z nebeškimi telesi, pod katerimi so bile značilnosti dežele. Nekateri prevodi tega odlomka se nanašajo na 'modele' ali 'imitacije'; vendar te besede v izvirnem besedilu niso bile uporabljene, kar ne omenja glinene vojske. V tleh nagrobne gomile so našli visoko vsebnost živega srebra, kar potrjuje verodostojnost poročila Sime Čjana. [8] Poznejša zgodovinska poročila kažejo, da je kompleks in grobnico oropal Xiang Yu, kandidat za prestol po smrti prvega cesarja. Vendar obstajajo znaki, da grobnica morda ni bila oropana.

### Odkritje
Glineno vojsko je 29. marca 1974 odkrila skupina kmetov - Yang Zhifa, njegovih pet bratov in sosed Wang Puzhi - ki so kopali vodnjak približno 1,5 kilometra vzhodno od gomile cesarja Čina na gori Li ( Lishan) , regiji, prežeti s podzemnimi izviri in vodotoki. Stoletja so v občasnih poročilih omenjali kose glinenih figur in drobce nekropole Čin - strešnike, opeke in zidane kose. To odkritje je spodbudilo kitajske arheologe, vključno z Zhao Kangminom, k raziskavi. Ta je odkrila največjo skupino figur iz keramike, kar jih je bilo kdaj najdenih. Od takrat je na tem območju zgrajen muzejski kompleks, največja jama je pokrita s strešno konstrukcijo.

## Nekropola
Glinena vojska je del veliko večje nekropole. Georadar in vzorčenje jedra sta izmerila površino približno 98 kvadratnih kilometrov.
Nekropola je bila zgrajena kot mikrokozmos cesarjeve cesarske palače ali kompleksa in zajema veliko območje okoli grobnice prvega cesarja. Zemeljska nagrobna gomila je ob vznožju gore Li in je zgrajena v piramidalni obliki, obdana z dvema trdno zgrajenima zemeljskima obzidjema z vhodoma. Nekropolo sestavlja več pisarn, dvoran, hlevov, drugih struktur, pa tudi cesarski park, postavljen okoli grobnice.
Bojevniki stražijo vzhodno od groba. V dveh tisočletjih po izgradnji se je na mestu nabralo do 5 metrov rdečkaste peščene zemlje, vendar so arheologi na tem mestu našli dokaze o zgodnejših motnjah. Med izkopavanji v bližini pokopališča Lišan so arheologi našli več grobov iz 18. in 19. stoletja, kjer so kopači očitno udarili fragmente terakote. Te so zavrgli kot ničvredne in jih uporabili skupaj z zemljo za zasipanje izkopov.

### Grobnica
Zdi se, da je grobnica hermetično zaprt prostor, velik približno nogometno igrišče (približno 100 × 75 m). Grobnica ostaja neodprta, verjetno zaradi pomislekov glede ohranjanja njenih predmetov. Na primer, po izkopu glinene vojske se je barvana površina, prisotna na nekaterih terakota figurah, začela luščiti in bledeti. Lak, ki pokriva barvo, se lahko v petnajstih sekundah zvije, ko je izpostavljen suhemu zraku Šjana in se lahko odlepi v samo štirih minutah.

## Izkopavanje najdišča

### Jame
Izkopane so bile štiri glavne jame, globoke približno 7 metrov. So približno 1,5 kilometra vzhodno od gomile. Vojaki znotraj so bili postavljeni, kot da bi zaščitili grobnico z vzhoda, kjer so ležale osvojene države cesarja Čina.

#### Jama 1
V jami 1, ki meri 230 x 62 metrov, je glavna vojska z več kot 6000 figurami. Jama 1 ima enajst hodnikov, širokih več kot 3 metre in tlakovanih z majhnimi opekami z lesenim stropom, podprtim z velikimi tramovi in stebri. Ta zasnova je bila uporabljena tudi za grobnice plemičev in bi bila ob gradnji podobna hodnikom palače. Leseni stropi so bili za hidroizolacijo prekriti s trstnimi preprogami in plastmi gline, nato pa nasuti z zemljo, ki so jih po končanem obratovanju dvignili približno 2 do 3 metre.

#### Druge
V jami 2 so konjeniške in pehotne enote ter vojaški vozovi in naj bi predstavljala vojaško stražo. Jama 3 je poveljniško mesto z visokimi častniki in vojno kočijo. Jama 4 je prazna, morda so jo graditelji pustili nedokončano.
Nekatere slike v jamah 1 in 2 kažejo na požarno škodo, našli pa so tudi ostanke zgorelih stropnih špirovcev. Ta so skupaj z manjkajočim orožjem vzeli kot dokaz poročila o ropanju Xiang Yu-ja in kasnejšega požiga mesta, zaradi česar naj bi streha propadla in zasula spodnje vojaške figure. Trenutno razstavljene figure iz terakote so iz drobcev obnovljene.
Izkopane so bile tudi druge jame, ki so tvorile nekropolo. Te jame ležijo znotraj in zunaj obzidja, ki obdaja grobnico. Vsebujejo bronaste kočije, glinene figure estradnikov, kot so akrobati in silaki, uradniki, kamnite oklepne obleke, pokopališča konj, redkih živali in delavcev, pa tudi bronaste žerjave in race v podzemnem parku.

## Figure vojakov

### Tipi in videz
Figure so v naravni velikosti, običajno se gibljejo od 175 cm do približno 200 cm (oficirji so običajno višji). Po višini, uniformi in pričeski se razlikujejo glede na uvrstitev. Njihovi obrazi se zdijo različni za vsako posamezno figuro; znanstveniki pa so prepoznali 10 osnovnih oblik obraza. Figure so te splošne vrste: oklepna pehota; neoklepljena pehota; konjeniki, ki nosijo škatlaste klobuke; vozniki vozov v čeladi z več oklepne zaščite; vozniki s kopjem; klečeči samostrelci ali lokostrelci v oklepih; stoječi lokostrelci, pa tudi generali in drugi častniki nižjega ranga. Vendar pa obstajajo številne različice uniform v vrstah: nekateri lahko na primer nosijo blazinice za golenico, drugi pa ne; lahko nosijo dolge ali kratke hlače, od katerih so nekatere lahko oblazinjene; in njihovi telesni oklepi se razlikujejo glede na čin, funkcijo in položaj v formaciji. Med bojevniškimi figurami so tudi terakota konji.
Prvotno so bile figure poslikane z: mletimi dragimi kamni, močno žganimi kostmi (bela), pigmenti železovega oksida (temno rdeča), cinabarit (rdeča), malahit (zelena), azurit (modra), oglje (črna), mešanica cinabarit barij bakrov silikat (han vijolična ali han modra), drevesni sok iz bližnjega vira (več kot verjetno iz kitajskega drevesa loščevca (rjava). Druge barve, vključno z roza, lila in eno neznano barvo. Barvni laki in posamezne poteze obraza bi figuram dali realističen občutek, obrvi in dlake na obrazu v črni barvi, obrazi pa v roza barvi.
Vendar pa bi se v suhem podnebju Šjana večina barvne prevleke odlepila v manj kot štirih minutah po odstranitvi blata, ki obdaja vojsko.
Nekateri znanstveniki domnevajo o možni helenistični povezavi s temi skulpturami zaradi pomanjkanja naravnih in realističnih skulptur pred dinastijo Čin. Trdili so, da je potencialni grški vpliv še posebej očiten pri nekaterih figurah iz terakote, na primer pri akrobatih, v kombinaciji z najdbami indoevropske DNA v Šindžgangu in redkimi bronastimi predmeti, narejenimi s tehniko izgubljenega voska, znano v Grčiji in Egiptu. Vendar pa to idejo izpodbijajo znanstveniki, ki trdijo, da »ni nobenega bistvenega dokaza« o stikih starih Grkov in kitajskih graditeljev grobnice.  Trdijo, da takšna ugibanja temeljijo na pomanjkljivih in starih »evropocentričnih« idejah, ki so domnevale, da druge civilizacije niso sposobne prefinjene umetnosti, zato je treba tujo umetnost gledati skozi zahodne tradicije. 

### Konstrukcija
Figure glinene vojske so v delavnicah izdelovali vladni delavci in lokalni obrtniki iz lokalnih materialov. Glave, roke, noge in trupi so bili narejeni ločeno in nato sestavljeni tako, da so koščke lepili skupaj. Ko so bili zaključeni, so figure iz terakote postavili v jame v natančno vojaško sestavo glede na čin in dolžnost.
Obrazi so bili ustvarjeni s pomočjo kalupov. Morda je bilo uporabljenih vsaj deset kalupov za obraz. Nato je bila po sestavljanju dodana glina, ki je zagotavljala posamezne poteze obraza, da je bila vsaka figura videti drugačna. Menijo, da so bile noge bojevnikov narejene na podoben način, kot so bile takrat izdelane drenažne cevi iz terakote. To bi postopek razvrstilo kot proizvodno linijo s posebnimi deli, izdelanimi in sestavljenimi po žganju, v nasprotju z izdelavo enega trdnega kosa in naknadnim žganjem. V tistih časih strogega cesarskega nadzora je morala vsaka delavnica na izdelke vpisati svoje ime, ki je omogočal nadzor kakovosti. To je pomagalo sodobnim zgodovinarjem pri preverjanju, katere delavnice so bile zadolžene za izdelavo ploščic in drugih vsakdanjih predmetov za glineno vojsko.

### Orožje
Večina figur je prvotno imela pravo orožje, kar bi povečalo njihov realizem. Večina tega orožja je bila izropana kmalu po postavitvi vojske ali pa je zginilo. Kljub temu je bilo najdenih več kot 40.000 bronastih kosov orožja, vključno z meči, bodali, sulicami, kopji, bojnimi sekirami, skimitarji, ščiti, samostreli in sprožilci samostrelov. Večina najdenih predmetov so konice puščic, ki so jih običajno našli v svežnjih po 100 enot. Študije teh konic puščic kažejo, da so bile izdelane v samozadostnih avtonomnih delavnicah s postopkom, imenovanim celična proizvodnja ali tojotizem. Nekatera orožja so bila pred pokopom prevlečena s 10–15 mikrometrsko plastjo kromovega dioksida, za katerega se je domnevalo, da jih je v zadnjih 2200 letih zaščitil pred razpadom. Raziskave leta 2019 so pokazale, da je bil krom zgolj onesnaženje z bližnjega laka, ne pa sredstvo za zaščito orožja. Rahlo alkalni pH in majhna velikost delcev grobov sta najverjetneje ohranila orožje.
Meči vsebujejo zlitino bakra, kositra in drugih elementov, vključno z nikljem, magnezijem in kobaltom. Nekateri nosijo napise, ki segajo med 245 in 228 pr. n. št., kar kaže, da so bili uporabljeni pred pokopom.

## Znanstveno raziskovanje
Leta 2007 so znanstveniki na Univerzi Stanford in v Advanced Light Source v Berkeleyju v Kaliforniji poročali, da so eksperimenti praškovne difrakcije v kombinaciji z rentgensko spektroskopijo z disperzijsko energijo in analizo fluorescenc z mikro rentgenskimi žarki pokazali, da je postopek izdelave figur iz terakote, obarvane s Han vijolično, sestavljeno iz barij bakrovega silikata, izhajal iz znanja, ki so ga pridobili daoistični alkimisti v svojih poskusih sinteze žadastih okraskov.
Od leta 2006 mednarodna skupina raziskovalcev na Inštitutu za arheologijo UCL uporablja tehnike analizne kemije, da bi odkrila več podrobnosti o proizvodnih tehnikah, uporabljenih pri ustvarjanju glinene vojske. Z uporabo rentgenske fluorescenčne spektrometrije 40.000 bronastih konic puščic, združenih v skupine po 100, so raziskovalci poročali, da so puščice v enem svežnju tvorile sorazmerno tesno skupino, ki se je razlikovala od drugih snopov. Poleg tega je bila prisotnost ali odsotnost kovinskih nečistoč v snopih dosledna. Na podlagi kemične sestave puščic so raziskovalci ugotovili, da je bil uporabljen celični proizvodni sistem, podoben tistemu, ki se je uporabljal v sodobni Toyotini tovarni, v nasprotju z neprekinjenim tekočim trakom v zgodnjih dneh avtomobilske industrije.
Oznake brušenja in poliranja, vidne pod vrstičnim elektronskim mikroskopom, dokazujejo najzgodnejšo industrijsko uporabo stružnic za poliranje.